# Lubasz (gmina)
Lubasz – gmina wiejska w województwie wielkopolskim, w powiecie czarnkowsko-trzcianeckim. W latach 1975–1998 gmina położona była w województwie pilskim.
Siedziba gminy to Lubasz.
Według danych z 31 marca 2011 roku gmina miała 7337 mieszkańców.

## Warunki naturalne

### Struktura powierzchni
Według danych z 1 stycznia 2009 powierzchnia miasta wynosi 167,27 km². Gmina stanowi 9,27% powierzchni powiatu.
Według danych z roku 2002 użytki rolne zajmowały 47% powierzchni gminy, a użytki leśne 46%.

### Klimat
Warunki klimatyczne panujące w środkowowielkopolskim regionie klimatycznym, do którego należy gmina Lubasz wypadają dość korzystnie w porównaniu z innymi regionami klimatycznymi Niziny Wielkopolskiej. Liczne są przypadki występowania pogody bardzo ciepłej, kiedy średnia temperatura dobowa wynosi od 15 do 25°C – w ciągu roku z taką pogodą jest 87 dni, z czego na miesiące wakacyjne przypada 45%.

### Gleby
W gminie Lubasz istnieje pewien charakterystyczny, podział jakości gleb, przypadkowo zbieżny z położeniem drogi wojewódzkiej nr 182 (Międzychód – Ujście). W północno-zachodniej części gminy znajdują się gleby o niskiej bonitacji, co z kolei jest związane z położeniem Puszczy Noteckiej. Natomiast w południowo-wschodniej części gminy przeważają gleby o dobrej bonitacji. Przeważa tam rolnictwo produkcji zbożowej, hodowla świń i bydła mlecznego.

## Demografia
Dane z 30 czerwca 2004:
| Opis                              | Ogółem | Ogółem | Kobiety | Kobiety | Mężczyźni | Mężczyźni |
| --------------------------------- | ------ | ------ | ------- | ------- | --------- | --------- |
| jednostka                         | osób   | %      | osób    | %       | osób      | %         |
| populacja                         | 6859   | 100    | 3391    | 49,4    | 3468      | 50,6      |
| gęstość zaludnienia (mieszk./km²) | 40,9   | 40,9   | 20,2    | 20,2    | 20,7      | 20,7      |

Dane z 18 września 2008:
| Opis                              | Ogółem | Ogółem | Kobiety | Kobiety | Mężczyźni | Mężczyźni |
| --------------------------------- | ------ | ------ | ------- | ------- | --------- | --------- |
| jednostka                         | osób   | %      | osób    | %       | osób      | %         |
| populacja                         | 7332   | 100    | 3626    | 49,5    | 3706      | 50,5      |
| gęstość zaludnienia (mieszk./km²) | 40,9   | 40,9   | 20,2    | 20,2    | 20,7      | 20,7      |

Według danych z roku 2002 średni dochód na mieszkańca wynosił 1364,39 zł.

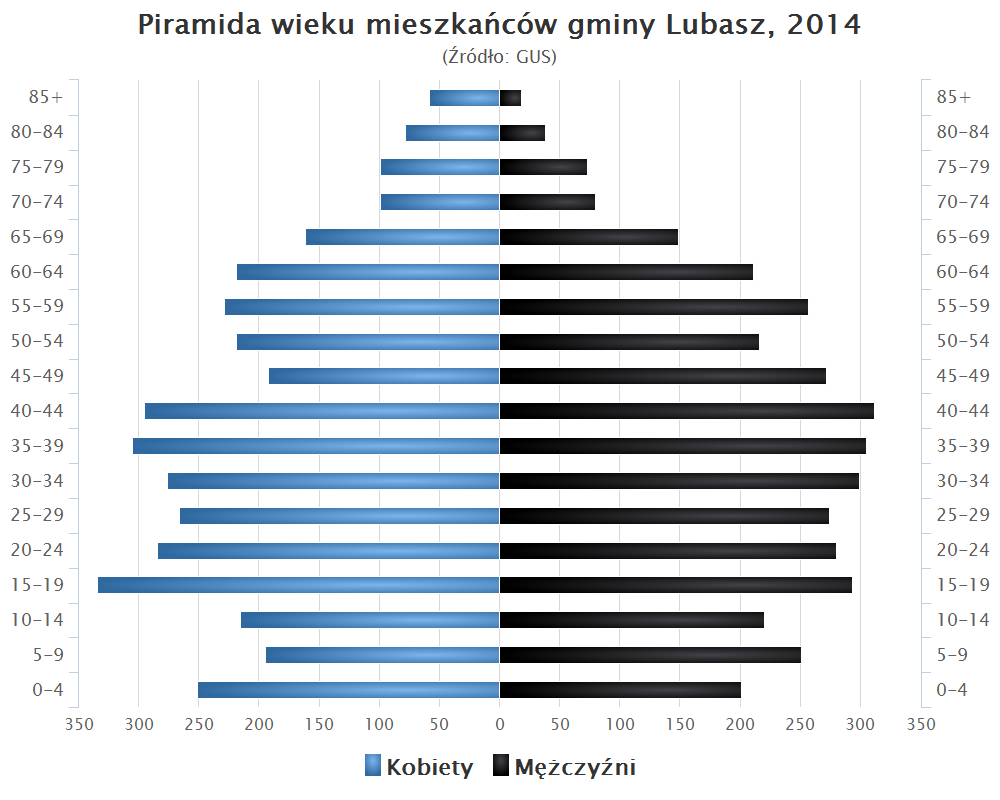
Piramida wieku mieszkańców gminy Lubasz w 2014 roku

## Historia
Pierwsze ślady pobytu człowieka na terenie obecnej gminy Lubasz pochodzą z epoki neolitu (4500-1800 p.n.e.), lecz są to pojedyncze znaleziska. Liczniejsze dowody archeologiczne wskazujące na stałe zasiedlenie okolic Lubasza pochodzą z epoki brązu oraz epoki żelaza (1800-700 r. p.n.e.). Od XIII w. rozpoczyna się w historii Lubasza i okolicznych miejscowości okres potwierdzony historycznymi źródłami pisanymi. Wieś w tym czasie była główną siedzibą rodu wielkopolskiej rodziny Lubaskich. W XVI wieku Lubasz przeszedł na własność Gorajskich, którzy w 1546 r. wznieśli nową siedzibę – najprawdopodobniej drewniany dwór, na którego miejscu w połowie XVIII wieku ród Miaskowskich wzniósł okazały klasycystyczny pałac. Od czasów ich panowania rozpoczął się intensywny rozwój Lubasza. Po II rozbiorze Polski obszar obecnej gminy Lubasz znalazł się pod zaborem pruskim. W 1896 roku oddano do użytku linię kolejową Krzyż – Rogoźno biegnącą przez południową część gminy, co przyczyniło się do pewnego ożywienia gospodarczego tych terenów.

## Miejscowości
Siedziby sołectw:
Antoniewo, Dębe, Goraj-Bzowo, Jędrzejewo, Kamionka, Klempicz, Krucz, Kruteczek, Lubasz, Miłkowo, Nowina, Prusinowo, Sławno, Sokołowo, Stajkowo.
Pozostałe miejscowości:
Bończa, Bzowo, Elżbiecin, Krucz (osada leśna), Krutecki Bór, Miłkówko.

## Sąsiednie gminy
Czarnków, Czarnków, Obrzycko, Połajewo, Wieleń, Wronki